# Medinilla rubicunda
Medinilla rubicunda är en tvåhjärtbladig växtart som först beskrevs av William Jack, och fick sitt nu gällande namn av Carl Ludwig von Blume. Medinilla rubicunda ingår i släktet Medinilla och familjen Melastomataceae. Inga underarter finns listade i Catalogue of Life.